# Rio Apa Caldă
O Rio Apa Caldă é um rio da Romênia afluente do rio Beliş, localizado no distrito de Cluj.